# Като Масаакі
Масаакі Като (яп. 加藤 正明, нар. 22 грудня 1958, Префектура Айті) — японський футболіст, що грав на позиції півзахисника.
Виступав, насамперед, за клуб «Тосіба», а також національну збірну Японії.

## Клубна кар'єра
Народився 22 грудня 1958 року. Вихованець футбольної команди університету Хосей.
У професійному футболі дебютував 1981 року виступами за команду клубу «Тосіба», в якій провів два сезони.
Після невиликої перерви повернуся до футболу, провівши 1985 року 8 матчів у команді «АНА».

## Виступи за збірну
1981 року дебютував в офіційних матчах у складі національної збірної Японії. Протягом того ж року провів у формі головної команди країни ще 2 матчі, забивши 1 гол, після чого до її лав не залучався